# Цироза јетре
Цироза јетре је хронична болест јетре током које се јетрено ткиво замјењује везивним ткивом што за крајњу последицу има престанак функција јетре. Цироза јетре може имати цели низ узрока од којих су најчешћи алкохолизам и хепатитис Ц. С обзиром на то да се оштећено јетрено ткиво не може заменити, терапија цирозе јетре је палијативне природе, иако се у екстремним ситуацијама може провести трансплантација јетре - сложени и релативно ризични поступак током које стопа преживљавања износи 90%.
Цироза јетре (хепатична цироза, или завршни стадијум болести јетре) је поремећена функција јетре узрокована стварањем ожиљкастог ткива познатог као фиброза, услед оштећења узрокованог обољењем јетре. Оштећење узрокује поправку ткива и касније формирање ожиљкастог ткива, које временом може заменити нормално функционирајуће ткиво, што доводи до оштећења функције јетре због цирозе. Болест се обично споро развија месецима или годинама. Рани симптоми могу укључивати умор, слабост, губитак апетита, необјашњив губитак тежине, мучнину и повраћање, и нелагоду у десном горњем делу трбуха. Како се болест погоршава, симптоми могу укључивати свраб, отицање потколеница, накупљање течности у абдомену, жутицу, лако стварање модрица и развој крвних судова на кожи у облику паука. Накупљена течност у абдомену може постати спонтано инфицирана. Озбиљније компликације укључују хепатичку енцефалопатију, крварење из проширених вена у једњаку, желуцу или цревима и рак јетре.
Цирозу најчешће узрокује алкохолна болест јетре, безалкохолни стеатохепатитис (NASH) - (прогресивни облик безалкохолне масне болести јетре), хронични хепатитис Б и хронични хепатитис Ц. Обилна конзумација алкохола током више година може изазвати алкохолну болест јетре. NASH има низ узрока, укључујући гојазност, висок крвни притисак, абнормалне нивое холестерола, дијабетес типа 2 и метаболички синдром. Мање уобичајени узроци цирозе укључују аутоимунски хепатитис, примарни билијарни холангитис и примарни склерозирајући холангитис који омета функцију жучних путева, генетске поремећаје као што су Вилсонова болест и наследна хемохроматоза и хронична срчану инсуфицијенцију са загушењем јетре.
Дијагноза се заснива на тестовима крви, медицинском имиџингу и биопсији јетре.
Вакцина против хепатитиса Б може спречити хепатитис Б и развој цирозе, али није доступна вакцинација против хепатитиса Ц. Није познат посебан третман за цирозу, али многи основни узроци могу се лечити бројним лековима који могу успорити или спречити погоршање стања. Избегавање алкохола се препоручује у свим случајевима. Хепатитис Б и Ц се могу лечити антивирусним лековима. Аутоимунски хепатитис се може лечити стероидним лековима. Урсодиол може бити користан ако је болест последица зачепљења жучног канала. Други лекови могу бити корисни за компликације као што су отицање трбуха или ногу, хепатична енцефалопатија и проширене вене једњака. Ако цироза доводи до отказивања јетре, трансплантација јетре може бити опција.
Цироза је погодила око 2,8 милиона људи и резултирала је са 1,3 милиона смртних случајева у 2015. години. Од ових смртних случајева, алкохол је био узрочник 348.000, хепатитис Ц 326.000, а хепатитис Б 371.000. У Сједињеним Државама више мушкараца умире од цирозе него жена. Први познати опис стања је оставио Хипократ у петом веку пре нове ере. Израз „цироза” измишљен је 1819. године, од грчке речи за жућкасту боју оболеле јетре.

## Знаци и симптоми
Развој цирозе може потрајати доста дуго, и симптоми се споро појављују. Рани симптоми могу укључивати умор, слабост, губитак апетита, необјашњив губитак тежине, мучнину и болест и нелагоду у горњем десном делу стомака. Уз опадање функције јетре, могу се развити и други знаци и симптоми, попут когнитивних оштећења, збуњености, губитка памћења, поремећаја спавања и промена личности. Даљње опадање може довести до накупљања течности у потколеницама и стопалима, тешке надутости абдомена због накупљања течности познатог као асцит, жутице, јаког сврбежа коже и тамно обојеног урина. Неки од ових симптома могу бити секундарни након накнадне порталске хипертензије - повишеног крвног притиска у дотоку крви у јетру.